# مرغ باران سرسفید
مرغ باران سرسفید (نام علمی: Pterodroma lessonii) نام یک گونه از سرده مرغ باران خرمگسی است.